# Guardie rosse (Rivoluzione culturale)

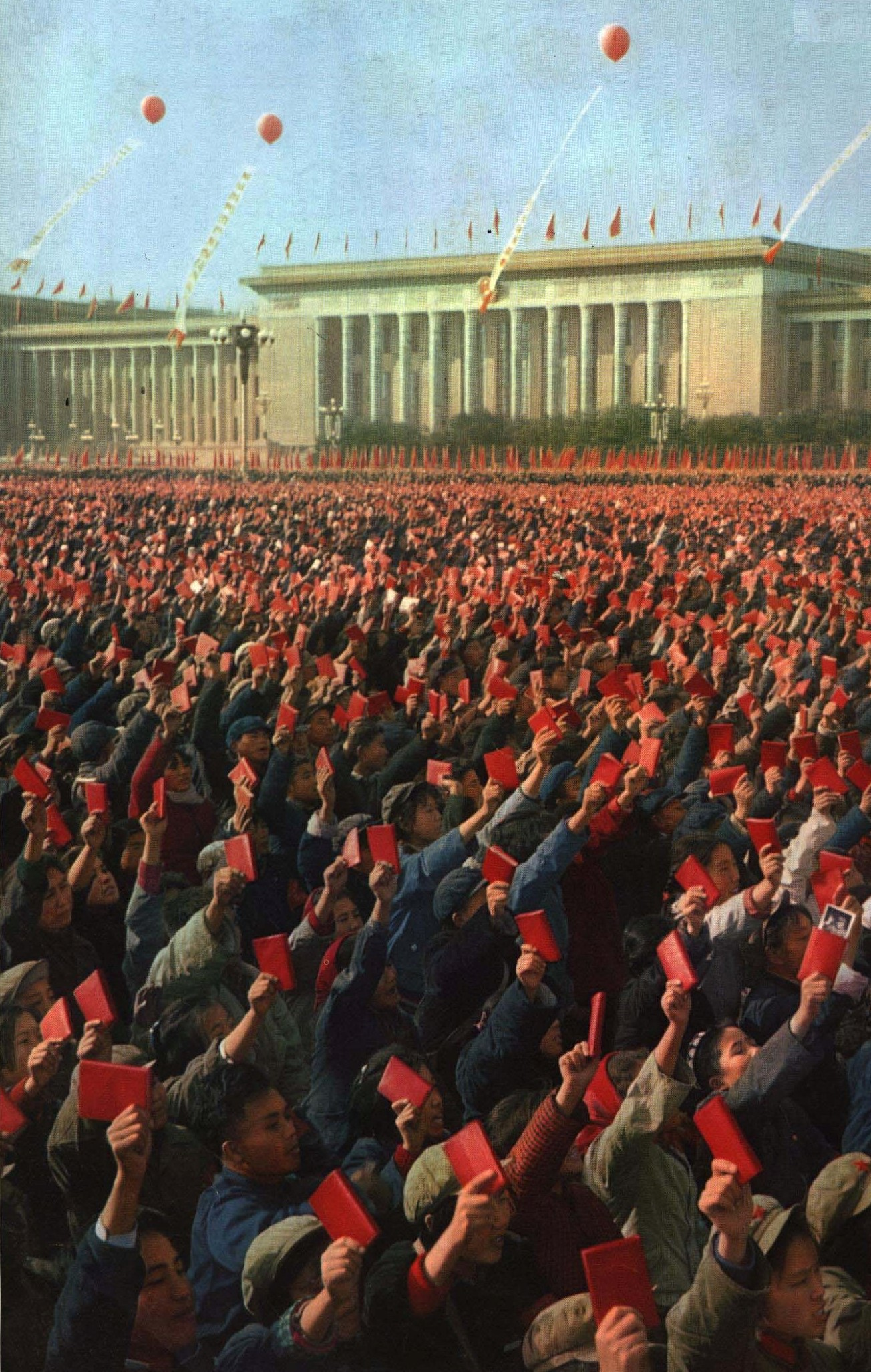
Guardie rosse (1967)

Le Guardie rosse (紅衛兵T, 红卫兵S, Hóng Wèi BīngP) nella Repubblica Popolare Cinese erano gli studenti delle scuole superiori e delle università, protagonisti fondamentali del primo periodo (1966-1968) della Rivoluzione culturale. Le Guardie rosse che inneggiano a Mao Zedong, impugnando il Libretto Rosso, sono l'icona più nota della Rivoluzione culturale e della Cina maoista. Il movimento delle Guardie Rosse a Pechino culminò durante l' "Agosto rosso" del 1966, che in seguito si estese ad altre aree della Cina continentale.
Le loro attività sono strettamente collegate agli eventi della Rivoluzione culturale, un periodo caotico difficile da decifrare, come spiega il sinologo John K. Fairbank (Storia della Cina contemporanea, 1985), che propone una suddivisione in quattro fasi:
1. fino all'estate 1966 - tensione all'interno del partito fra i radicali di "sinistra" e i moderati di "destra". Mao allontana alcuni vertici.
2. dall'agosto 1966 alla fine del 1966 - sollevamento delle Guardie rosse e campagna contro gli intellettuali
3. da gennaio 1967 all'estate del 1968 - presa del potere: le Guardie rosse occupano le istituzioni, lo stato non funziona. Le "unioni a tre" volute da Mao falliscono e le lotte di fazione degenerano.
4. dall'estate 1968 all'aprile 1969 - smobilitazione delle Guardie rosse, controllo da parte dei militari e ricostruzione del partito. Il IX Congresso (aprile 1969) conclude la Rivoluzione culturale.

## Contesto storico e politico
Nel 1956, durante la Campagna dei cento fiori, emergono i primi seri contrasti fra i radicali vicini a Mao Zedong e i moderati facenti capo a Liu Shaoqi e Peng Dehuai (ministro della difesa): la "campagna contro la destra" che ne segue, allontana i tecnici e gli intellettuali.
Sono le cosiddette due linee, che infiammeranno lo scontro politico successivo nella Rivoluzione culturale.
L'imposizione della linea maoista porta al grande balzo in avanti del 1958, che fallisce in modo disastroso, gettando la Cina nella più grave carestia della sua storia (oggi, i sinologi e lo stesso governo cinese ritengono che la causa principale della carestia sia stata l'errore umano).
Mao perde molta popolarità; vengono ridimensionati il ruolo ideologico del "pensiero di Mao" e la pubblicazione dei suoi scritti. Cede a Liu Shaoqi la carica di Presidente della Repubblica, mantenendo quella di Presidente del Partito e ritirandosi dalla gestione politica quotidiana.
Alla "conferenza dei 7000 quadri" del 1962, Liu Shaoqi contraddice Mao, attribuendo a lui la responsabilità della carestia.
Liu Shaoqi corregge gli eccessi di Mao attraverso una politica di liberalizzazione, in particolare favorendo la proprietà privata nelle campagne a discapito del collettivismo delle Comuni Popolari.
Ristabilisce la supremazia dei tecnici e degli intellettuali e riduce la politica egualitaria nelle scuole: aumentando i requisiti d'ammissione e la qualità degli insegnamenti, riduce la partecipazione degli studenti più poveri e arretrati.
Fra i vertici, Liu Shaoqi sarà la principale vittima della Rivoluzione culturale.
Peng Deuai è destituito dopo la conferenza di Lushan (luglio 1959), per aver criticato la politica di Mao e soprattutto il Grande Balzo. Gli succede Lin Biao.

## La terza generazione
Nel 1965, gli studenti fanno parte della cosiddetta "terza generazione", per lo più nata dopo o poco prima della rivoluzione del 1949. La prima generazione è quella di Mao e degli eroi rivoluzionari, che dovrebbero trasmettere la coscienza rivoluzionaria e il fervore ideologico ai giovani, affinché non cadano nel revisionismo guidato dall'Unione Sovietica di Chruščëv.
Nel 1957, Mao scrive "Sulle contraddizioni in seno al popolo", esprimendo un importante e caratteristico aspetto ideologico del maoismo: nella società socialista permangono contraddizioni "non antagoniste" all'interno del popolo, di minore importanza rispetto a quelle "antagoniste" fra il "popolo" e i "nemici del popolo". Tali contraddizioni sono in grado di restaurare il capitalismo e devono essere combattute con il dibattito anziché con la violenza. Mao invita a "non dimenticare mai la lotta di classe".
Alcuni Occidentali ritengono che la "terza generazione" possa allontanarsi dall'ideologia per avvicinarsi alla democrazia e all'Occidente. Gli stessi studenti discutono consapevolmente di questo argomento.

## Retroscena

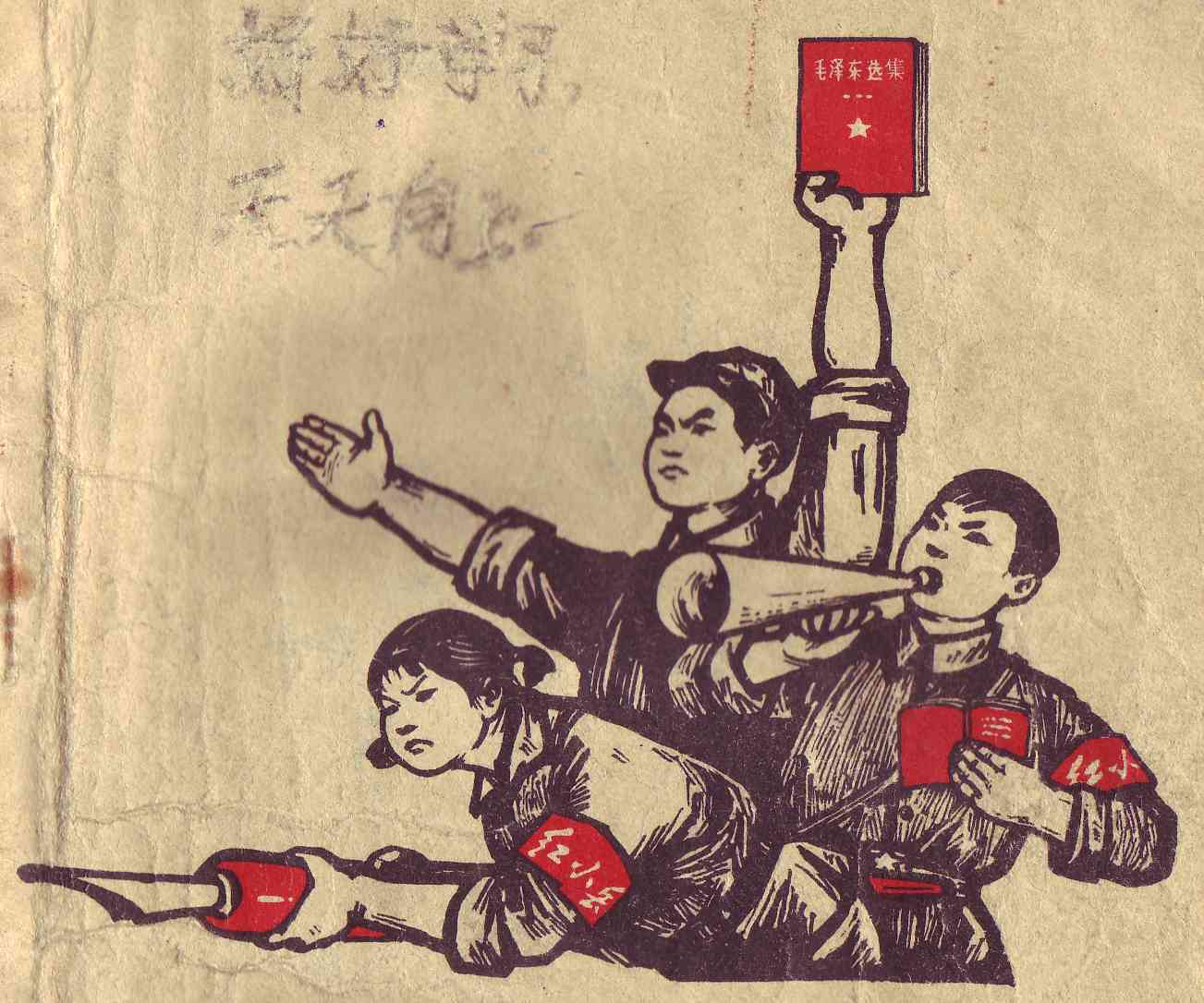
Guardie rosse

Per aumentare l'influenza dell'ideologia, Mao lancia il "Movimento per l'educazione socialista" (1962-1965), che sostiene l'importanza della classe di provenienza e del lavoro manuale nell'educazione. Il movimento ha scarso successo e Mao prepara una nuova offensiva che sfocerà nella Rivoluzione culturale.
Mao attacca i quadri legati al gruppo dei moderati, affermando che i nemici sono ovunque nelle organizzazioni di partito e che la destra usa la letteratura contro il partito. Il ruolo tradizionale degli intellettuali cinesi è infatti sempre stato quello di muovere critiche al governo attraverso il messaggio indiretto della letteratura e delle arti. Per Mao, sarebbero ignorati i principi di Yan'an, espressi negli anni '40, secondo cui "l'arte e la cultura devono servire il popolo".
Nel 1963, Mao ordina di "imparare dall'Esercito Popolare", saldamente controllato dal ministro della difesa Lin Biao e dalla scuola del "pensiero di Mao".
Nel febbraio 1964, Mao critica le scuole: vi si insegnano troppe materie, per periodi troppo lunghi e si dà troppa importanza agli esami. Troppo pochi studenti delle scuole di categoria inferiore (fra cui le scuole minban (民办, pinyin: mínbàn - "gestite dal popolo") passano alle scuole superiori, popolate soprattutto da figli di quadri di partito privilegiati.
Nel maggio 1964 Lin Biao pubblica il famoso Libretto Rosso, breve raccolta di scritti di Mao, destinato soprattutto all'esercito e ai giovani. Promuove così il culto della personalità di Mao, accompagnato da una diffusione impressionante di ritratti, busti e gadget diversi, come le spille.
Nell'autunno 1965 ha luogo un'offensiva contro gli intellettuali, fra cui i professori delle scuole e delle università, dove iniziano disordini e violenze da parte degli studenti.
Nel settembre 1965, Mao attacca l'opera teatrale di Wu Han dal titolo "La destituzione di Hai Rui", perché costituisce una critica indiretta alla destituzione di Peng Deuai, presentato come giusto accusatore degli errori di Mao. Il 25 maggio 1966, all'Università di Pechino (Beida), la giovane insegnante di filosofia Niè Yuánzǐ (聶元梓) critica il presidente dell'università Lu Ping tramite un dazibao (manifesto murale), perché egli non ha preso una ferma posizione politica contro la "destituzione di Hai Rui" (non ha quindi appoggiato Mao). Il testo, ufficialmente approvato da Mao e trasmesso per radio il 1º giugno, è considerato il primo dazibao della Rivoluzione culturale. Nie Yuanzi diventerà leader di uno dei principali gruppi di Guardie rosse.
Il periodo dal 16 giugno al 5 agosto 1966 è noto come periodo dei 50 giorni, durante il quale gli studenti attaccano il revisionismo e le autorità accademiche attraverso comizi e dazibao. Nello stesso periodo, Liu Shaoqi manda nelle università le "squadre di lavoro" (circa 400 gruppi di 25 persone) a svolgere attività di organizzazione politica, sedare le agitazioni e proteggere le organizzazioni di partito sotto il suo controllo; per questo si parla anche di terrore bianco. La sinistra radicale accusa Liu Shaoqi di istigare gli studenti verso la direzione sbagliata o di offrire bersagli secondari per proteggere i leader di partito che andrebbero destituiti. Il 24 luglio, Mao smobilita le "squadre di lavoro". In giugno si producono violenze nelle università; gli studenti ribelli che contestano le "squadre di lavoro" sono i precursori delle Guardie rosse. Il 16 luglio Mao dà mostra di essere ancora nelle sue forze attraverso la famosa nuotata nel fiume Yanzi.
La stampa, saldamente controllata dal partito, moltiplica gli appelli alla ribellione, allo scopo di attaccare le autorità locali: "fate piazza pulita di tutti i mostri e i demoni", "senza distruzione non c'è ricostruzione".
In occasione dell'11 plenum dell'ottavo comitato centrale (1-12 agosto), Mao trionfa e recupera le leve del potere. L'8 agosto diffonde la "decisione in sedici punti".

## L'estate delle Guardie rosse

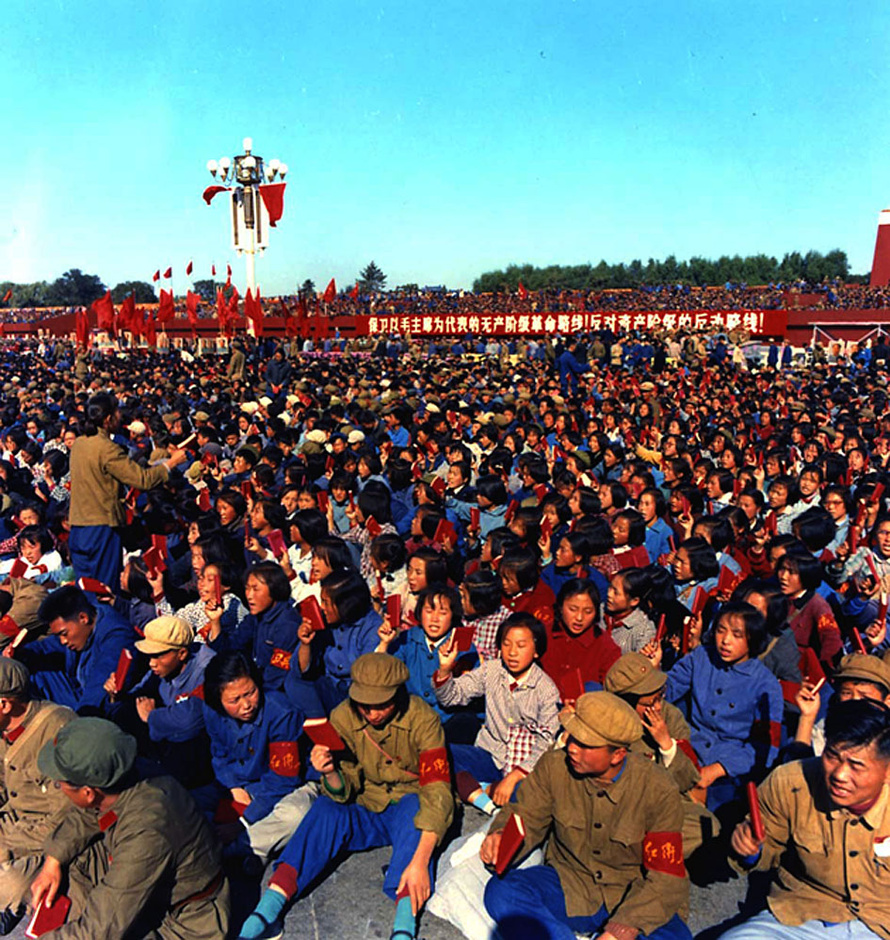
Guardie rosse in Piazza Tienanmen (1966)

Nella primavera del 1966, nascono numerosi gruppi studenteschi, ciascuno con il proprio nome "rivoluzionario". Le "Guardie rosse" hanno origine nella scuola media connessa al politecnico di Pechino (Qinghua) e si ispirano alle omonime milizie degli anni '30, protettrici di Mao.
Il primo agosto, Mao riconosce ufficialmente le Guardie rosse e, il 5 agosto, scrive il suo primo e famoso dazibao "Bombardiamo il quartier generale" ("炮打司令部!", "pàodǎ sīlìngbù!"), che invita gli studenti ad attaccare la fazione avversa del partito. Lin Biao ordina all'esercito di aiutare gli studenti ad attaccare coloro che avevano sostenuto le squadre di lavoro. I movimenti studenteschi sono inizialmente istigati dal Partito, infatti, si manifestano nelle scuole privilegiate frequentate soprattutto dai figli dei quadri.
Il governo pianifica trasferte da tutto il paese per incontrare Mao in piazza Tienanmen. Il primo raduno avviene il 18 agosto. I giovani ricevono precise istruzioni dall'esercito, che organizza parate, canti e manifestazioni di lealtà al Presidente Mao. Elementi caratteristici di queste attività Agitprop sono l'inno L'Oriente è rosso e la Danza della lealtà. Gli studenti attendono per tutta la notte l'arrivo di Mao che, come un idolo giovanile, compare all'alba con il sole alle spalle. Una giovane studentessa, figlia di un quadro del Partito, applica la fascia delle Guardie rosse al braccio di Mao, il quale, siccome il suo nome Song Binbin significa "gentile", le suggerisce di "essere violenta". La foto che ritrae i due in primo piano sarà conosciuta anche in Occidente. Dal 18 agosto al 26 novembre, sono organizzati 8 giganteschi raduni, cui partecipano 11 milioni di giovani (18 e 31 agosto, 15 settembre, 1 e 18 ottobre, 3, 10 e 26 novembre). Tali manifestazioni di fanatismo sono state paragonate da Fairbank alle adunate naziste di Norimberga.

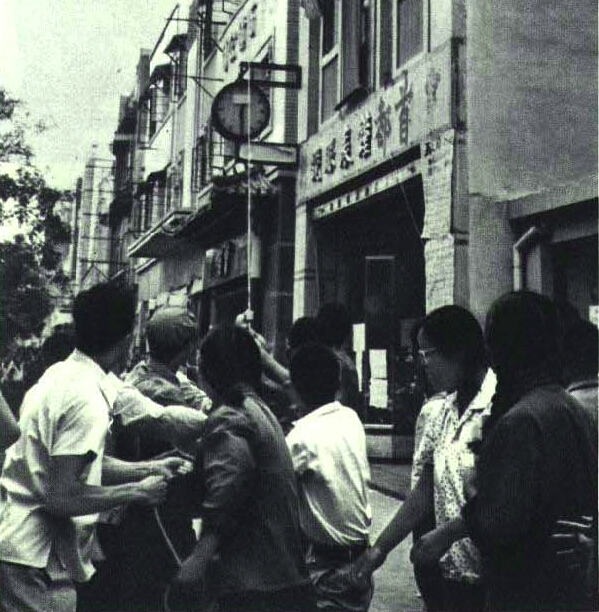
Le guardie rosse hanno cercato di distruggere i "quattro vecchi".

In un primo periodo, le Guardie rosse vengono reclutate secondo il criterio strettamente ideologico della "linea di sangue", per cui solo i "5 tipi di rosso" possono fare parte del movimento: i figli degli operai, dei contadini poveri, dei quadri di partito, dei martiri e dei soldati della rivoluzione. All'università di Canton, anch'essa precoce centro di agitazioni, si reca una delegazione di Guardie rosse di Qinghua, per spiegare la "linea di sangue".
Gli studenti hanno l'ordine di distruggere i "quattro vecchi": vecchi pensieri, vecchia cultura, vecchie consuetudini, vecchie abitudini. Viene detto loro di "Imparare a fare la rivoluzione facendola", secondo la filosofia maoista che ripone nel rapporto reciproco fra la "pratica" e la "conoscenza" il metodo da cui emergono le "idee giuste".
Le Guardie rosse della scuola numero 26 di Pechino creano una sorta di modello di comportamento, emulato dagli altri gruppi: citazioni e immagini di Mao devono essere presenti nelle strade, nei luoghi pubblici e nelle case, altoparlanti devono diffondere le massime di Mao, l'abbigliamento non deve essere di tipo occidentale, sono vietati i libri proibiti e gli animali da compagnia.

## Movimento "Chuan lian" (scambio di esperienze)
I pellegrinaggi in piazza Tienanmen fanno parte di un più ampio movimento in cui milioni di studenti ottengono il permesso di viaggiare gratis in treno per tutta la Cina. I giovani si recano nei "luoghi rivoluzionari", come la casa natale di Mao a Shaoshan, la città di Yan'an o lungo il percorso della Lunga Marcia (ad esempio il ponte sul fiume Dadu). Alcuni percorrono decine di chilometri a piedi per evocare il mito della Lunga Marcia.
I giovani, più che occuparsi della "rivoluzione", vivono queste esperienze come un'emozionante vacanza a spese del governo (anche il cibo è gratis), perché la stragrande maggioranza non ha mai viaggiato prima lontano da casa. L'esercito si occupa dell'accoglienza e della logistica. L'intero sistema dei trasporti è paralizzato da viaggi che avvengono in condizioni molto precarie e difficili. Dopo gli spostamenti verso Pechino, sono organizzati movimenti centrifughi per "diffondere la rivoluzione". Si stima che in totale i giovani coinvolti siano almeno 30 milioni.

## Degenerazione
Ben presto la situazione diviene confusa a causa del frazionamento delle Guardie rosse e dell'ambiguità delle direttive. Per esempio, se i "cinque tipi di rosso" comprendono i figli dei quadri di partito, allora le relative Guardie rosse sono "fedeli" perché sotto la guida del partito, mentre i borghesi, in passato discriminati nell'accesso alle scuole, sono i "ribelli". Sembra cioè che Mao, sostenendo i ribelli, si opponga alle classi proletarie, fra cui i quadri. La confusione nasce dal fatto che un importante obiettivo di Mao è purgare una parte del Partito a lui sfavorevole. I giovani delle diverse fazioni usano la stessa retorica e si proclamano tutti fedeli a Mao e alla Rivoluzione, accusando gli altri studenti di essere di destra.
Per ridurre i frazionamenti, vengono ampliati i criteri di reclutamento delle Guardie rosse, non limitandosi più ai "cinque rossi".
Alla fine del 1966, il gruppo centrale maoista della Rivoluzione culturale indirizza le Guardierosse verso nuovi obiettivi: invece che contro i "borghesi" in generale, gli attacchi sono rivolti contro un certo numero di funzionari di partito.
Nel 1967, Mao considera finito il compito delle Guardie rosse, che hanno ormai rovesciato il potere nelle istituzioni, e tenta di limitarne le azioni. La situazione è però fuori controllo e gli studenti sono divisi in fazioni antagoniste. Gli stessi dirigenti del Partito mettono in campo i propri gruppi di guardie rosse.
Importanti fazioni sono "Terra e cielo" a Pechino e "Bandiera rossa" e "Vento dell'Est" a Canton.
La direttiva del 28 gennaio 1967 legittima l'esercito a proteggere il funzionamento dei servizi e ad appoggiare le fazioni "corrette" di sinistra. Tuttavia, si manifestano seri problemi nell'identificare le fazioni da appoggiare e quelle da contrastare. Inoltre, essendo mobilitate solo le forze locali, queste si dividono a loro volta in fazioni ed entrano in relazione con fazioni diverse di Guardie rosse. L'ordine di tornare nelle aule, del marzo 1967, non viene eseguito.
Nel tentativo di ristabilire il controllo, viene organizzata la "Presa del potere" da parte delle "alleanze a tre" costituite dalle masse, dal partito e dall'esercito. 
Gli operai e l'esercito sono indotti a collaborare con gli studenti per ridurne l'autonomia. I Comitati di Partito devono essere sostituiti con i Comitati Rivoluzionari, controllati da membri delle suddette tre categorie. Tuttavia, tali comitati saranno realmente istituiti solo in quattro province e solo nel settembre del 1968 sarà possibile il ritorno alla normalità.
Gli studenti entrano in contatto con gli operai delle fabbriche, che manifestano lagnanze simili. Anche nelle fabbriche esistono infatti contrasti fra i giovani e i vecchi, i lavoratori provvisori e quelli permanenti, i manovali e i lavoratori di concetto. Tali contrasti sono inquadrati nel contesto ideologico e politico della "Rivoluzione", che dovrebbe eliminare le vecchie tendenze nella gestione del potere.
A Shanghai, tradizionalmente sindacale e proletaria, dal dicembre 1966 al febbraio 1967 sono organizzati imponenti scioperi, che daranno origina alla effimera Comune di Shanghai, sul modello della Comune di Parigi. Tali agitazioni sono note come Tempesta di gennaio o Tempesta di Shanghai.
I disordini aumentano per i tentativi di Mao di volgere una situazione già difficile a proprio favore, attraverso direttive contraddittorie divulgate in pochi mesi. Inizialmente impedisce la reazione dell'esercito, affinché le Guardie rosse possano epurare i quadri di partito al suo interno, e giustifica tale azione ideologicamente: la rivoluzione spontanea delle masse non deve essere soffocata. L'epurazione del partito si attenua nel settembre 1967. Altre direttive incaricano l'esercito di appoggiare le fazioni di sinistra oppure di non appoggiarne alcuna, dal momento che anche l'esercito è diviso in fazioni.
Sui giornali, tutti sotto il controllo del partito, si possono leggere incitazioni alla violenza: gli antimaoisti sono "ratti che corrono per le strade, ammazzateli, ammazzateli!".
Le Guardie rosse occupano il ministero degli esteri in giugno 1967, paralizzando le relazioni diplomatiche per alcuni mesi e inducendo le ambasciate cinesi all'estero ad agire come centri di propaganda ed istigazione dei partiti comunisti locali. L'ambasciata russa viene occupata. L'ambasciata inglese, il 22 agosto, (in seguito alla crisi di Hong Kong, in cui alcuni giornalisti cinesi sono incarcerati) e l'ambasciata indonesiana (dopo il tentativo cinese di istigare la rivoluzione in Indonesia, fallito con la distruzione del partito comunista) sono date alle fiamme.
Nell'agosto 1967 il paese sprofonda nella guerra civile, che vede affrontarsi fazioni di studenti e fazioni dell'esercito. Gruppi di studenti entrano in possesso di armi da guerra, causando gravi scontri. Infine, quando la situazione si rivela ingestibile, l'esercito riprende il controllo con la forza, occupando i comitati rivoluzionari. Nella città di Wuzhou vengono adoperate l'artiglieria pesante e le bombe al napalm.
In settembre 1967, Mao ordina per la seconda volta il ritorno nelle aule e vieta agli studenti di continuare a viaggiare per il paese. Le "squadre di diffusione del pensiero di Mao", costituite da soldati, operai e contadini, occupano pacificamente le università per riportare l'ordine con lo slogan "Usate la ragione, non la violenza".
Il movimento delle Guardie rosse ha ufficialmente termine col mese di luglio del 1968.

## Su per le montagne e giù per i villaggi
Alla fine degli scontri, si pone il problema di impedire alle masse di studenti un ritorno alla violenza. Nell'inverno 1968-1969 viene inaugurato il movimento shang-shan xia-xiang (su per le montagne e giù per i villaggi) che vede 12 milioni di giovani, circa il 10% della popolazione urbana, recarsi nelle campagne per "imparare dai contadini".
Nel 1970 e nel 1971, tuttavia, si verificano scontri altrettanto gravi, causati dai "Ribelli rivoluzionari" che prendono il posto delle Guardie rosse.

## Le violenze
Interpretazione
Alcuni autori considerano le violenze come una degenerazione imprevista, sottolineando le genuine intenzioni di Mao di preservare la rivoluzione cinese da derive capitaliste e revisioniste. Altri, invece, attribuiscono la responsabilità al Partito ed in particolare a Mao, spiegando la Rivoluzione culturale come un'enorme purga staliniana.
Un'analisi non solo dei libri di storia ma anche delle memorie delle stesse Guardie rosse, rivela che le due ipotesi non si escludono a vicenda, come riferisce il sinologo Jonathan Spence, che divide le violenze in due gruppi: da una parte sarebbero il risultato del caos, di incomprensioni e di opportunismi locali, dall'altra sarebbero orchestrate dal Partito contro i vertici. La polizia stessa fornisce alle Guardie rosse l'ubicazione dei "nemici borghesi" da perseguitare ed infiltra agenti per organizzare le attività. Esisterebbe anche un modulo da compilare per richiedere "in prestito" un dissidente politico, al fine di processarlo di fronte alle "masse". Un ordine di Mao recita "Non sono favorevole a che le persone vengano percosse a morte; tuttavia, quando le masse odiano i cattivi elementi con tale profondità che non siamo in grado di fermarle, è meglio neppure tentare. La polizia deve stare dalla parte delle Guardie rosse, stabilire contatti con loro, sviluppare legami e fornire loro informazioni circa gli elementi delle categorie sospette".
Le violenze
Gli studenti si abbandonano ad originali avventure o a gravi violenze. Modificano i nomi delle strade e dei negozi usando parole più "rivoluzionarie", aggrediscono e umiliano chi è vestito o acconciato in modo "borghese".
Note anche in Occidente sono le immagini delle vittime, soprattutto professori, con in testa un cappello d'asino, al collo un cartello col nome e i "crimini", la faccia sporca di inchiostro. Costrette per ore a rimanere in bilico in piedi su una sedia, chinano il capo di fronte alle "masse", fino al collasso muscolare. Talvolta il cartello è una tavola di legno pesante diversi chili, che provoca ferite al collo. Ad alcuni vengono tagliati i capelli. Nella "posizione dell'aeroplano", le braccia vengono distese e bloccate dietro la schiena, costringendo la vittima a chinare la testa. Famosa è la foto in questa posizione di Wang Guangmei, moglie di Liu Shaoqi, umiliata al politecnico di Pechino (Qinghua). In letteratura sono descritte diverse altre forme di tortura e violenza.
I cappelli d'asino sono ispirati allo scritto di Mao Rapporto su un'inchiesta sul movimento contadino nello Hunan, in cui è riferito di contadini che li mettevano in testa ai proprietari terrieri.
Molte case vengono perquisite e danneggiate alla ricerca di vittime o di prove di colpevolezza come oggetti di lusso, libri o documenti. Omicidi, pestaggi e torture contribuiscono ad un clima di terrore che è stato paragonato ad una gigantesca caccia alle streghe. Altrettanto numerosi sono i suicidi, causati dalle persecuzioni e dalle pressioni psicologiche. Le Guardie rosse, con le loro famiglie, sono al tempo stesso oppressori e vittime, a causa del fazionalismo che porta i ruoli ad invertirsi. Se confrontate con quelle del Nazismo, le violenze sono caratterizzate da improvvisazione e sporadicità invece che da precisione e sistematicità.

## Danni materiali
La Rivoluzione culturale ha causato pesanti danni ai beni culturali cinesi, sia al patrimonio che alla proprietà privata. Sono stati distrutti numerosi scrigni buddisti, porcellane, dipinti della dinastia Ming e statue della dinastia Tang. Gli studenti hanno devastato templi, musei, biblioteche e teatri. Gli edifici antichi, come i templi, erano costruiti in legno, perciò facili da distruggere con il fuoco.
Nel Tibet, su 6.000 templi ne sono rimasti appena 50. Una parte delle distruzioni sono avvenute durante l'occupazione all'inizio degli anni 50, ma gran parte sono state causate da gruppi di Guardie rosse locali.
Nel tempio di Confucio, anch'esso distrutto, è stata bruciata la maggior parte delle tavolette incise con le opere classiche.
Le Guardie rosse hanno saccheggiato moltissime abitazioni private alla ricerca di opere d'arte, strumenti musicali e libri che venivano trasportati con camion presso le autorità locali, per essere bruciati o semplicemente trafugati.
Un buon resoconto sui danni materiali causati dalle Guardie rosse è La porta proibita di Tiziano Terzani.

## Numero delle vittime
Per quanto riguarda l'intero periodo della Rivoluzione culturale (1966-1976), già negli anni '70 si parlava di 400.000 morti (Enzo Biagi, Cina). Il sinologo Roberts riferisce il numero analogo di 500.000 (Storia della Cina). Fairbank (Storia della Cina contemporanea) parla di 5 milioni di persone perseguitate, includendo quindi coloro che hanno subito torture o danni fisici o psicologici più o meno permanenti.
Secondo Jung Chang e Jon Halliday (Mao. La storia sconosciuta) i morti sarebbero 3 milioni, mentre secondo Roderick MacFarquhar e Michael Schoenhals (Mao's Last Revolution), solo nelle campagne (meno coinvolte delle città) vi sarebbero stati 1,5 milioni di morti e 36 milioni di persone perseguitate. Secondo Rudolph Joseph Rummel sono oltre 7,7 milioni. Altre fonti (fra cui la Lega Anticomunista di Taiwan) forniscono cifre probabilmente esagerate di 15 o 20 milioni di morti.

## Giudizio sulle Guardie rosse
Un'intera generazione ha visto bruciati diversi anni fra quelli normalmente dedicati allo studio, per la chiusura delle scuole e per il lavoro in campagna. Si parla spesso di "generazione perduta" o dei "dieci anni perduti". Alcuni autori si chiedono tuttavia se tutti i giovani cinesi abbiano vissuto esperienze completamente negative. Nel 1965 i giovani in età scolare erano 200 / 250 milioni e solo una piccola parte frequentava la scuola. Le Guardie rosse erano circa 30 milioni. Gli studi dei pochi che avrebbero potuto studiare sono stati seriamente compromessi, con ripercussioni future sullo sviluppo del paese, ma la maggior parte dei giovani, soprattutto nelle campagne, non fu direttamente coinvolta nella Rivoluzione culturale. Il giudizio negativo o positivo è stato spesso strumentalizzato politicamente, nel tentativo di assumere la parte come il tutto. L'atteggiamento silenzioso del governo cinese non aiuta la formulazione di un giudizio definitivo.
Per quanto riguarda le violenze, quasi tutte le testimonianze dirette della Rivoluzione culturale e delle stesse Guardie rosse (vedi bibliografia) sono molto negative e descritte come "orrori" o "barbarie". Ma è anche vero che molti giovani non furono coinvolti nelle violenze e che molti erano sinceramente convinti dei buoni propositi ideologici. Yarong Jiang e David Ashley (Mao's children in the New China, 2000) hanno raccolto esperienze meno negative, di persone che hanno vissuto in disparte durante i disordini, disponendo in pratica di una lunga vacanza, e che hanno potuto costruirsi una vita normale.
Anche il periodo del lavoro in campagna (Su per le montagne e giù per i villaggi) è descritto in modi diversi. Mao's children in the New China riporta esperienze interessanti o mediocri; Jung Chang (Cigni selvatici, 1991) narra un'esperienza piuttosto negativa; Anchee Min (Azalea rossa, 1994) descrive violenze, l'omicidio e il suicidio di due ragazzi causati dalle persecuzioni, ma esprime anche la genuinità delle proprie convinzioni ideologiche.

## I 23 comandamenti
23 regole sono enunciate durante uno dei raduni in piazza Tienanmen e pubblicate nell'ottobre 1966 su un giornale delle Guardie rosse.
1. Tutti i borghesi devono svolgere lavoro manuale
2. I cinema, teatri, librerie e locali pubblici devono essere ornati con ritratti di Mao Zedong
3. Le citazioni di Mao Zedong devono essere ben visibili in tutti i luoghi, all'interno e all'esterno
4. Le vecchie usanze devono essere abolite
5. Le imprese commerciali devono essere riorganizzate in modo da servire i contadini, gli operai e i soldati
6. Contro gli oppositori bisogna comportarsi con la forza
7. I ristoranti di lusso devono essere chiusi
8. Gli interessi economici privati devono essere subordinati agli interessi dello stato
9. La politica deve avere il primo posto in ogni cosa
10. Gli slogans in onore di Mao Zedong devono essere scritti a lettere rosse
11. Le denominazioni revisioniste devono scomparire
12. In tutte le strade devono essere installati altoparlanti per trasmettere direttive
13. Lo studio del pensiero di Mao Zedong deve incominciare fin da bambini
14. Gli intellettuali devono andare a lavorare nelle campagne
15. L'interesse delle banche deve essere abolito
16. I pasti devono essere consumati tutti insieme e bisogna tornare alle usanze delle prime Comuni popolari del 1958
17. Devono scomparire i profumi, gli oggetti preziosi, i cosmetici, i vestiti e le scarpe che non siano di tipo proletario
18. I vagoni di lusso dei treni devono essere aboliti
19. Non si devono pubblicare fotografie delle cosiddette belle ragazze
20. Le masse devono impegnarsi a cambiare il nome di vie e di edifici
21. La vecchia arte che rappresenta canne di bambù e temi non politici deve scomparire
22. Non si può tollerare che vi siano quadri dirigenti in disaccordo con il pensiero di Mao Zedong
23. Bisogna bruciare i libri in contrasto con il pensiero di Mao Zedong

## Memorie di Guardie rosse
In italiano:
- Anchee Min, Azalea rossa, ed. TEA, 1994
- Ji-li Jiang, Il fazzoletto rosso, ed. Mondadori, 1997
- Jung Chang, Cigni selvatici, ed. Longanesi, 1991
- Li Zhensheng, Colore rosso soldato di notizie, ed. Phaidon, 2003
- William Hilton, La guerra dei cento giorni, ed. Einaudi, 1972

In inglese:
- Anhua Gao, To the edge of the sky, ed. Penguin, 2000
- Emily Wu, Larry Engelmann, Feather in the storm - A childhood lost in chaos, ed. Pantheon, 2006
- Fan Shen, Gang of one, ed. Nebraska U.P., 2004
- Fulang Lo, Morning breeze, ed. China books, 1989
- Gao Yuan, Born red, ed. Stanford U. P., 1987
- Gordon A. Bennett, Ronald N. Montaperto, Red Guard, ed. Doubleday anchor, 1971
- James R. Ross, Caught in a Tornado, ed. Northeastern U. P., 1994
- Ken Ling, The revenge of heaven, ed. Bollantine, 1972
- Ma Bo, Blood red sunset, ed. Penguin, 1995
- Ruth Earnshaw Lo, Katharine S. Kinderman, In the eye of the typhoon, ed. Harcourt Brace Jovanovich, 1980
- Wu Ningkun, A single tear, ed. The Atlantic Monthly Press, 1993
- Xueping Zhong, Wang Zheng, Bai Di, Some of us - Chinese women growing up in the Mao era, ed. Rutgers U. P., 2001
- Yarong Jiang, David Ashley, Mao's children in the New China, ed. Routledge, 2000
- Zhai Zhenhua, Red flower of China, ed. Soho, 1992
- Zi-Ping Luo, A generation lost, ed. Henry holt and company, 1990